# Федерация социалистической молодёжи
Федерация социалистической молодёжи — ФСМ — общественно-политическая региональная организация Санкт-Петербурга, объединявшая в своих рядах молодых сторонников левых идей в рамках широкого спектра от коммунизма до социал-демократии.  В декабре 2003 года юридическое лицо было ликвидировано и федерация действовала без регистрации. 10 сентября 2013 года на официальном сайте ФСМ www.socialist-spb.ru была опубликована последняя запись, а сайт закрыт.

## История
Начало созданию ФСМ было положено в 1989 году, когда ряд леводемократических тенденций в комсомоле (в частности, «Сургутская Альтернатива») выступили с предложением об учреждении Федерации Социалистической Молодёжи СССР.
Весной 1990 года секции ФСМ были созданы в Ленинграде, Москве, Подмосковье, Иркутске, Твери, Челябинске. На этом этапе ФСМ выступала как младший партнер Социалистической партии Советского Союза, а в её активе преобладали люди с антисталинистскими, еврокоммунистическими и анархистскими убеждениями. Четкого организационного оформления ФСМ на общесоюзном и общероссийском уровне так и не произошло.
После 1991 года работа ФСМ оказалась фактически замороженной, а её региональные секции пришли в упадок. Восстановительный период начался в 1994 году, когда санкт-петербургские отделения Российской партии коммунистов (РПК), Социал-демократической партии (СДПР), Социалистической партии трудящихся (СПТ), Партии самоуправления трудящихся (ПСТ), Социал-демократического союза выступили с инициативой возрождения деятельности ФСМ на городском уровне. Проходит конференция «Федерации социалистической молодёжи Санкт-Петербурга», которая принимает устав и избирает руководящие и контрольные органы организации.
В 1994—1996 гг. петербургская ФСМ конституируется как коалиция молодёжных левых и левопатриотических структур. В её состав входят представители демократических социалистов, Российской партии коммунистов (РПК), молодёжной организации КПРФ, молодёжной организации Российского общенародного союза (РОС), а также Профсоюз уличных музыкантов, художников и актёров. Позднее в составе ФСМ образуется субъект «Молодые социал-демократы».
В 90-е годы деятельность ФСМ носила, в основном, просветительский характер. Организовывались историко-политические клубы, научно-практические конференции, круглые столы, обучающие семинары. Тесные взаимоотношения сложились у ФСМ с такими организациями, как «Российские учёные социалистической ориентации», «Учёные за демократию и социализм», «Духовное наследие». Федерация вошла в состав «Круглого стола молодёжных и детских организаций Санкт-Петербурга», сотрудничавшим с городской администрацией. Это свидетельствовало об умеренной оппозиционности действующим властям.
С начала 2000-х тактика ФСМ заметно меняется. Организация становится заметным субъектом городской публичной политики. При непосредственном участии её активистов проводятся яркие протестные акции, направленные против империалистической политики США (военные действия в Югославии, Афганистане и Ираке) и антисоциальных инициатив российских властей (принятие нового КЗОТа, реформа ЖКХ). ФСМ входит в состав общегородской протестной коалиции — Комитета единых действий в защиту социально-трудовых прав трудящихся Санкт-Петербурга и Ленинградской области. В 2003 году Федерация становится одним из организаторов первого петербургского марша левой молодёжи «Антикапитализм».
К середине 2000-х в состав ФСМ входили три крупных субъекта: «Молодые сторонники КПРФ», «Социалистическая Альтернатива» и «Социал-демократический союз молодёжи». В 2007 году ФСМ отвергла курс на сотрудничество с либеральной оппозицией в рамках т. н. «маршей несогласных». Это стало одной из причин выхода из Федерации субъекта «Социал-демократический союз молодёжи».
В мае 2011 года от ФСМ откололась идеологическая платформа «Революционные Коммунисты Большевики», объединявшая треть Федерации. Больше половины членов платформы также состояли в КПРФ.

## Идеология
ФСМ не создает какой-либо самостоятельной идеологии, а соединяет общепризнанные в рядах левых лозунги и идеи в комбинацию, с которой заведомо согласились бы все участники. Некоторые активисты аттестуют ФСМ как организацию демократических или «неавторитарных» социалистов и коммунистов, другие активисты, напротив, называют ФСМ недемократической и «авторитарной» организацией. Устав ФСМ декларирует открытость организации ко всем, кто разделяет традиционные для левых ценности, и категорически отвергает идеи «тоталитаризма, буржуазного либерализма, национального, религиозного и расового превосходства или дискриминации».
Среди принципиальных целей ФСМ выделяются следующие:
— изменение государственного строя в сторону демократической республики при максимальном развитии местного и производственного самоуправления;
— национализация ведущих банков, земли и важнейших отраслей экономики;
— пересмотр итогов приватизации;
— сохранение таких социальных и политических гарантий как право на труд, бесплатное образование и здравоохранение; свободу слова, совести, собраний и профсоюзной деятельности; национальное, расовое и гендерное равноправие;
— сохранение Петербурга-Ленинграда как центра промышленности, науки и культуры.

## Организационная структура
Основой ФСМ являются платформы, которые объединяют в своем составе не менее 5 активистов Федерации и создаются по идейно-политическому признаку. В настоящее время в составе ФСМ имеется две платформы: «Демократический социализм» и «Российское социалистическое движение».
Высшим органом ФСМ является Общее собрание (конференция), созываемое не реже одного раза в год. Собрание формирует Правление и Контрольно-ревизионную комиссию (КРК). Платформы направляют в Правление по одному своему участнику с правом решающего голоса.
Устав ФСМ достаточно демократичен. Он позволяет активистам воздерживаться от участия даже в тех мероприятиях, которые одобрены Правлением. Вместе с тем в ФСМ существует жесткий порядок приема новых членов, предполагающий прохождение новичками кандидатского стажа. Решение об исключении из организации принимается правлением по своему усмотрению либо по личному заявлению.

## Деятельность
ФСМ являлось заметным субъектом молодёжной политики в Санкт-Петербурге. Активисты организации участвовали в митингах протеста по различным тематикам, начиная от ущемления прав рабочих и заканчивая акциями солидарности с зарубежными левыми. В ряде случаев мероприятия ФСМ получали широкий информационный резонанс.
При Федерации действовал историко-политический клуб, где обсуждались злободневные вопросы протестного движения, так и актуальные для левых исторические события. ФСМ сотрудничало с Центром взаимопомощи рабочих и Движением гражданских инициатив, объединяющими ряд свободных профсоюзов и социально-протестных групп Петербурга и Ленинградской области.
ФСМ имеет сложившиеся контакты с некоторыми зарубежными структурами: Фондом Розы Люксембург, Левой партией Германии, Левым союзом Финляндии. На российском и городском уровне партнерами ФСМ выступают партии КПРФ и РПК; молодёжные организации РКСМ(б), РСД, СКМ РФ; движение «Альтернативы», Институт глобализации и социальных движений.